# Persicoptila
Persicoptila is een geslacht van vlinders uit de familie prachtmotten (Cosmopterigidae).

## Soorten
- P. acrostigma Meyrick, 1915
- P. aesthetica Meyrick, 1927
- P. anthomima Meyrick, 1921
- P. anthophyes Turner, 1926
- P. aphrosema Meyrick, 1897
- P. aquilifera Meyrick, 1932
- P. arenosa Turner, 1917
- P. chiasta Meyrick, 1909
- P. dasysceles Turner, 1917
- P. erythrota Meyrick, 1886
- P. euphaedra Lower, 1904
- P. eurytricha Meyrick, 1927
- P. haemanthes Meyrick, 1935
- P. heliatma Meyrick, 1935
- P. heroica Meyrick, 1928
- P. hesperis Meyrick, 1897
- P. larozona Turner, 1917
- P. leucosarca Meyrick, 1936
- P. libanotris Meyrick, 1906
- P. meliteucta Meyrick, 1915

- P. mimochora Meyrick, 1897
- P. oenosceles Turner, 1917
- P. oriaula Meyrick, 1915
- P. petrinopa Meyrick, 1915
- P. phoenoxantha Meyrick, 1923
- P. phronimopis Meyrick, 1928
- P. picrodes Meyrick, 1915
- P. ramulosa Meyrick, 1921
- P. rhipidaspis Meyrick, 1928
- P. rhodocnemis Meyrick, 1915
- P. scholarcha Meyrick, 1915
- P. tritozona Turner, 1917
- P. vinosa Meyrick, 1921